# 火焰草
火焰草（学名：Sedum stellariifolium）为景天科景天属的植物。分布在台灣以及中国的贵州、河北、甘肃、河南、山西、湖南、四川、山东、陕西、湖北、辽宁、云南等地，生长于海拔400米至3,400米的地区，一般生长在山坡、山谷土上或石缝中。

## 别名
繁缕景天、卧儿菜（北京植物志） 繁缕叶景天（东北植物检索表）